# Olaf Hampel
Olaf Hampel, född den 1 november 1965 i Bielefeld, Västtyskland, är en västtysk och därefter tysk bobåkare.
Han tog OS-guld i herrarnas fyrmanna i samband med de olympiska bobtävlingarna 1994 i Lillehammer.
Därefter tog Hampel OS-guld igen i samma gren i samband med de olympiska bobtävlingarna 1998 i Nagano.